# Rally de Montecarlo de 1997
El Rally de Montecarlo de 1997 fue la edición 65.º y la primera ronda de la temporada 1997 del Campeonato Mundial de Rally. Se celebró del 19 al 22 de enero y contó con un itinerario de dieciocho tramos disputados sobre asfalto y nieve que sumaban un total de 398.31 km cronometrados. El primer tramo se disputó sobre el trazado del Circuito de Mónaco.
En 1997 se introdujo el reglamento World Rally Car, por lo que las marcas participantes en el campeonato del mundo adaptaron sus automóviles a dicho reglamento. Aun así en el primer año algunas marcas como Mitsubishi o Toyota, siguieron compitiendo con coches del grupo A. El Rally de Montecarlo como primera cita del calendario supuso el estreno mundial de los nuevos World Rally Car, entre los que se encontraba dos Subaru Impreza WRC y dos Ford Escort WRC.
Como presagio de lo que sucedería en años venideros los World Rally Car dominaron la edición 65 del Rally de Montecarlo, a excepción del Mitsubishi Lancer Evo IV de Tommi Makinen que logró colarse en la tercera plaza. El ganador fue Piero Liatti con un Subaru Impreza WRC que logró su única victoria en el mundial y segundo fue Carlos Sainz con un Ford Escort WRC.

## Itinerario y ganadores
| Día          | Tramo | Nombre              | Distancia | Ganador       | Tiempo | Vel. media  | Líder rally   |
| ------------ | ----- | ------------------- | --------- | ------------- | ------ | ----------- | ------------- |
| Día 1 19 ene | SS1   | Mónaco              | 2.80 km   | Freddy Loix   | 2:05   | 80.64 km/h  | Freddy Loix   |
| Día 2 20 ene | SS2   | Lalouvesc           | 19.41 km  | Carlos Sainz  | 13:08  | 88.68 km/h  | Carlos Sainz  |
| Día 2 20 ene | SS3   | St. Bonnet le Froid | 25.74 km  | Tommi Makinen | 17:56  | 86.12 km/h  | Carlos Sainz  |
| Día 2 20 ene | SS4   | St. Pierreville     | 29.68 km  | Piero Liatti  | 21:19  | 83.54 km/h  | Carlos Sainz  |
| Día 2 20 ene | SS5   | Burzet              | 29.97 km  | Freddy Loix   | 22:19  | 80.58 km/h  | Carlos Sainz  |
| Día 2 20 ene | SS6   | Le Moulinon         | 27.52 km  | Piero Liatti  | 19:39  | 84.03 km/h  | Carlos Sainz  |
| Día 3 21 ene | SS7   | St. Jean en Royan   | 33.00 km  | Piero Liatti  | 17:18  | 114.45 km/h | Tommi Makinen |
| Día 3 21 ene | SS8   | Les Nonieres        | 19.46 km  | Armin Schwarz | 13:46  | 84.81 km/h  | Tommi Makinen |
| Día 3 21 ene | SS9   | l'Epine             | 31.15 km  | Piero Liatti  | 19:32  | 95.68 km/h  | Tommi Makinen |
| Día 3 21 ene | SS10  | Ruissas             | 27.47 km  | Tommi Makinen | 17:25  | 94.63 km/h  | Tommi Makinen |
| Día 3 21 ene | SS11  | Chabestan           | 19.88 km  | Piero Liatti  | 11:34  | 103.12 km/h | Tommi Makinen |
| Día 3 21 ene | SS12  | Plan de Vitrolles   | 18.60 km  | Tommi Makinen | 11:52  | 94.04 km/h  | Tommi Makinen |
| Día 4 22 ene | SS13  | Sisteron            | 36.67 km  | Piero Liatti  | 25:44  | 85.50 km/h  | Piero Liatti  |
| Día 4 22 ene | SS14  | Digne               | 18.97 km  | Tommi Makinen | 12:23  | 91.91 km/h  | Piero Liatti  |
| Día 4 22 ene | SS15  | Pont de Villarons   | 18.46 km  | Piero Liatti  | 11:35  | 95.62 km/h  | Piero Liatti  |
| Día 4 22 ene | SS16  | Couillole           | 22.91 km  | Piero Liatti  | 15:05  | 91.13 km/h  | Piero Liatti  |
| Día 4 22 ene | SS17  | Turini              | 12.00 km  | Piero Liatti  | 9:10   | 78.55 km/h  | Piero Liatti  |
| Día 4 22 ene | SS18  | Mónaco              | 4.62 km   | Armin Schwarz | 3:07   | 88.94 km/h  | Piero Liatti  |

## Clasificación final
| Pos. | N.º | Piloto           | Copiloto           | Automóvil                     | Tiempo  | Diferencia | Puntos |
| WRC  | WRC | WRC              | WRC                | WRC                           | WRC     | WRC        | WRC    |
| ---- | --- | ---------------- | ------------------ | ----------------------------- | ------- | ---------- | ------ |
| 1.   | 4   | Piero Liatti     | Fabrizia Pons      | Subaru Impreza WRC97          | 4:26:58 |            | 10     |
| 2.   | 5   | Carlos Sainz     | Luis Moya          | Ford Escort WRC               |         | +0:55      | 6      |
| 3.   | 1   | Tommi Makinen    | Seppo Harjanne     | Mitsubishi Lancer Evo IV      |         | +2:31      | 4      |
| 4.   | 6   | Armin Schwarz    | Dennis Giraude     | Ford Escort WRC               |         | +5:05      | 3      |
| 5.   | 2   | Uwe Nittel       | Christina Thorner  | Mitsubishi Lancer Evo III     |         | +15:44     | 2      |
| 6.   | 15  | Henrik Lundgaard | Freddy Pedersen    | Toyota Celica GT-Four (ST205) |         | +18:28     | 1      |
| 7.   | 10  | Olivier Burri    | Christophe Hofman  | Subaru Impreza 555            |         | +18:37     |        |
| 8.   | 9   | Isolde Holderied | Catherine Francois | Toyota Celica GT-Four (ST205) |         | +23:41     |        |
| 9.   | 23  | Gustavo Trelles  | Jorge del Buono    | Mitsubishi Lancer Evo III     |         | +25:01     |        |
| 10.  | 25  | Armin Kremer     | Sven Behling       | Mitsubishi Lancer Evo III     |         | +25:53     |        |

| Predecesor: -               | WRC 1997            | Sucesor: Suecia 1997     |
| Predecesor: Montecarlo 1996 | Rally de Montecarlo | Sucesor: Montecarlo 1998 |